# پاتان خان
پاتان خان یا پاتان خان (متولد غلام محمد ؛ زاده: 1926 - درگذشت: 2000) متعلق به سارایکی واسیب پاکستان و خواننده محلی سارایکی بود. او بیشتر به کافی یا غزل ( زبان سارایکی ) می خواند که معمولاً شاعران صوفی پنجابی مانند خواجه غلام فرید و شاه حسین بودند. در سال 1979 به پاتان خان مدال حسن توسط رئیس جمهور پاکستان اعطا شد. 

## داستان پشت نام
زمانی که غلام محمد تنها چند سال داشت، پدرش برای بار سوم ازدواج کرد و همسر سوم خود را به خانه آورد، پس از آن مادر غلام محمد تصمیم گرفت پدر غلام محمد را ترک کند. او پسر کوچکش را با خود برد و به کوت آدو نقل مکان کرد تا با پدرش زندگی کند. هنگامی که غلام محمد به شدت بیمار شد، مادرش او را به خانه یک «سید» (خانه یک رهبر روحانی) برد. همسر سید از او مراقبت کرد و به مادرش توصیه کرد نام او را به غلام محمد تغییر دهد. دختر همسر سید اظهار داشت که او شبیه پاتان خان است (در این منطقه این نام نماد عشق و شجاعت است) و از آن روز به "پاتان خان" معروف شد. مادر غلام محمد برای نجات جان فرزندش نام جدیدی گذاشت.

## اوایل زندگی
پاتان خان در سال 1926 در باستی تامبو والی ، روستایی واقع در صحرای تال ، چند مایلی دورتر از شهر کوت آدو در استان پنجاب به دنیا آمد.   پاتان خان بسیار به مادرش وابسته بود. مادر به خوبی از پاتان خان مراقبت کرد و سعی کرد او را آموزش دهد. پاتان خان نیز مانند پدرش خمیسا خان، اوقات خود را به سرگردانی، مدیتیشن و آواز می گذراند. پاتان خان شروع به خواندن کوفه کرد، عمدتاً توسط خواجه غلام فرید، شاعر معروف صوفی کوت میتان .  اولین معلم پاتان خان بابا میرخان بود که هر چه می دانست به او آموخت.

## آهنگ های محبوب تلویزیون
- «چننا ن چیندا یار» [۳]
- «میدا عشق وی تته» [۴]
- پلو پاکیان نی
- "جانداری لوتی"
- «چه شد سننوان دل دا، نه محرم یار نه میلدا» [۵]

## آلبوم
| امسال | عنوان                    |
| ----- | ------------------------ |
| 1984  | من و جانا جوک رنجهان     |
| 1984  | عشق من با توست           |
| 1989  | فیض امان ملا 89          |
| 1992  | دیل دم دم داردن          |
| 1992  | رنجهان حلقه را اضافه کرد |
| 1999  | قهوه                     |

## جایزه
- در سال 1979 ، رئیس جمهور پاکستان جایزه اجرای تامغای حسن را اعطا کرد. [۲] [۱] [۷]

## مرگ
پاتان خان در روز پنجشنبه 9 مارس 2000 پس از یک بیماری طولانی در زادگاهش کوت آدو درگذشت.   در تشییع جنازه او تعداد زیادی از مردم از جمله شاعران، روشنفکران، وکلا، کارشناسان آموزش و پرورش و مقامات منطقه شرکت کردند. پاتان خان در گورستان کوت آدو به خاک سپرده شد.

## بیشتر ببین
- مای فرار کرد
- عطاالله خان عیسی خلوی

## لینک های خارجی
- پاتان خان در وب سایت بی بی سی موزیک بایگانی‌شده  در [تاریخ ناموجود] توسط bbc.co.uk [خطا: نشانی ناشناختهٔ بایگانی]